# Ксенобиотик
Ксенобиотик (грч. ξένος + грч. βίος + суфикс -τικός; енгл. Xenobiotic), је хемијска супстанца која је присутна у организму, али се у њему не производи нити се очекује да буде присутна. У ксенобиотике се могу сврстати и супстанце које су у организму присутне у много већој концентрацији од уобичајене. Конкретно, лекови као што су антибиотици су ксенобиотици за људе, јер их људско тело не производи, нити су део њихове нормалне исхране.
Природна једињења могу такође постати ксенобиотици ако су преузете од стране другог организма, као што су природни људски хормон који се могу наћи у рибама низводно од постројења за испуштање отпадних вода, које оне уносе у организам, или хемијски препарати који се примењују као одбрана и заштита од предатора (инсектициди и пестициди).
У свакодневној пракси, реч ксенобиотик се веома често користи као термин за означавање загађивача као што су диоксини и бифенила и њихов утицај на биоту, јер се ксенобиотици најчешће схватају као супстанце стране целом биолошком систему, или вештачке супстанце која нису постојале у природи пре настанка људи.

## Метаболизам ксеонобиотика
Апсорпција ксенобиотика се одвија преко органа за варење, коже, плућа, или преко ока, млечне жлезде, или материце, као и након убризгавања (у вену, мишић или кожу). Токсични ефекти могу бити локални и општи након апсорпције и дистрибуције ксенобиотика циркулацијом до ткива и ћелија. Примарни фактор који утиче на апсорпцију ксенобиотика је њихова растворљивост. Нетопљиве соли и јонизована једињења слабо се апсорбују, а у мастима-растворљиве материје обично лако, чак и кроз нетакнуту кожу (нпр. баријум је отрован, али баријум-сулфат се може користити у радиографији црева због ниске апсорпције).
Дистрибуција или транпорт ксенобиотика у организму најчешће се одвија путем крви до реактивних локација, укључујући и њихово складиштење у ткивним депоима. Јетра са својом циркулацијом и физиолошким специфичностима хепатоцита најчешће је укључена у процес интоксикације (и детоксикације). Ксенобиотици показују и селективно дејство у различитим ткивима и органима у зависности од карактеристика њихових рецептора и ћелија.

#### Биотрансформација
Хемијски процеси и дистрибуција ксенобиотика у организму у великој мери зависи од њихове растворљивости у води. Ксенобиотици растворљиви у води имају већу тенденцију да се излучују мокраћом у бубрезима, а растворљиви у мастима више се излучују путем жучи или се акумулирају у масном ткиву.
Метаболичким процесима или биотрансформацијом ксонобиотици су мање отровни али врло често постају и отровнији „при покушају детоксикације“. У неким случајевима, метаболит ксенобиотика је више токсичан од оригиналног једињење;. и овај процес се може назвати као смртоносна синтеза. Метаболизам многих органофосфорних инсектицида производи токсичније метаболите од почетног једињења (нпр. паратион је токсичнији од пароксана).

##### Типови биотрансформације
- Детоксикација или биоинактивација, (формирање метаболита смањене токсичности)
- Метаболичка активација или биоактивација, (даје реактивне, токсичнији метаболите или/и међупродукте који су реактивни електрофилни међупродукти.

Често: исти ксенобиотик има неколико метаболичких путева или могућност детоксикације и биоактивације истог ксенобиотика

##### Улога биотрансформације
Биотрансформација ксенобиотика најчешће се огледа у слабљењу његове биолошке (токсичне) активности:
- променама у структури молекула
- повећавању растворљивости у води
- лакшем излучивању
- смањеној кумулацији у органима
- скраћењу времена задржавања у организму

#### Разградња
- Прва фаза обухвата механизме оксидације, редукције, и хидролизе. Ове реакције, катализују ензими јетре, које страна једињењања трансвормишу у деривате за другу фазу реакције, иако производи прве фазе могу бити излучени, део растворљивих продуката може бити транслоциран.
- Друга Фаза обухвата углавном конјугацију или синтетичку реакцију. Уобичајени конјугати су глукурониди, производи ацетилације и комбинација са глицином. Метаболизам ксенобиотика ретко се одвија само у једном правацу.[4]

#### Излучивање
Један део ксенобиотика у изворном или измењном облику депонује се у телу, а већи део у непромењеном облику или као метаболит најчешће се излучује из организма преко следећих органа;
- бубрега (највећа количина ксенобиотука и њихових метаболита излучује се мокраћом).
- јетре-жучи-столице (фецеса) (излучују се углавном једињења високе молекулске масе)
- млека (код жена у лактацији млеком се излучују неке врсте ксенобиотика и њихових метаболита)
- пљувачке
- знојних жлезда преко зноја
- плућа са издахнутим ваздухом

##### Ентеро-хепатични циклус
Или цревно-јетрени циклус, је процес у току кога се део продуката метаболизма ксенобиотика излучених из јетре преко жучи, реапсорбује у цревима, и поново враћа у јетру.

##### Стопа излучивања
Је проценат излученог ксенобиотика у односу на укупно унету количину у организам. Стопа излученог ксенобиотика из организма је веома често од примарног значаја у ветерини, и прехрамбеној индустрији јер неки ксенобиотици могу да изазову смртоносно тровање (својим остацима) након уноса хране, нпр. меса контаминираних животиња, или пестицидима третираних биљака. Доза унетих ксенобиотика, путеви њихове трансформације у организму, и стање организма, само су неки од фактора који могу имати велики утицај на стопу излучивања ксенобиотика, остали фактори наведени су у табели; 
Најзначајнији фактори који утичу на стопу излучивања и ток биотрансформације ксенобиотика
| Чиниоци          | Својства-особине |
| ---------------- | --- |
| Физичко-хемијски | физичко-хемијска својства • Концентрација на активном месту ензима • Липосолубилност • Концентрација интрацелуларних и екстрацелуларних протеина • Начин примене • интарцелуларна и екстрацелуларна концентрација кофактора • Доба дана и годишње доба • Температура околине • Јонизујуће зрачење |
| Биолошки         | Пол • Генетички чиниоци • Старосна доб • Гравидност • Хормонални утицаји • Болест и патолошка стања • Бактерије и вируси • Стрес • Дијета • Специфицности ткива и органа • Доза • Индукција или инхибиција ензима                                                                                 |